# ویلیام جی. مک‌آدو
ویلیام جی. مک‌آدو (به انگلیسی: William Gibbs McAdoo) سناتور سابق عضو حزب دموکرات ایالات متحده آمریکا بود. وی در سال ۱۹۳۳ تا ۱۹۳۸ میلادی سناتور ایالت کالیفرنیا در سنای ایالات متحده آمریکا بود.